# Джейд Говард
Джейд Говард (3 квітня 1995) — замбійська плавчиня.
Учасниця Олімпійських Ігор 2012, 2016 років.